# Llandyfriog
Llandyfriog est une communauté du Ceredigion, au pays de Galles.

## Géographie
La communauté est située dans le sud du comté, juste au nord de la ville de Newcastle Emlyn, et comprend les villages et hameaux de Adpar (en), Bangor Teifi (en), Berthyfedwen (en), Bryndioddef-isaf (en), Glyncaled (en), Pont Ceri (en) et Trebedw (en).

## Démographie
Au recensement de 2011, elle comptait 1 835 habitants.